# Liste des lépidoptères se nourrissant sur les épicéas
Les aiguilles (ou parfois les cônes) des épicéas (Picea spp.) sont utilisés comme source alimentaires par les chenilles de nombreuses espèces de lépidoptères (près de 1000 espèces répertoriées dans le monde).
En zone subarctique, dans les vastes pessières monospécifiques certaines espèces dites « défoliatrices » peuvent priver un arbre de la totalité de ses aiguilles, sans conséquences pour la survie de l'arbre si cette défoliation ne se reproduit pas plus de 3 à 4, voir 5 fois consécutivement. La croissance printanière de l'arbre  est cependant alors bloquée (cernes très fin).

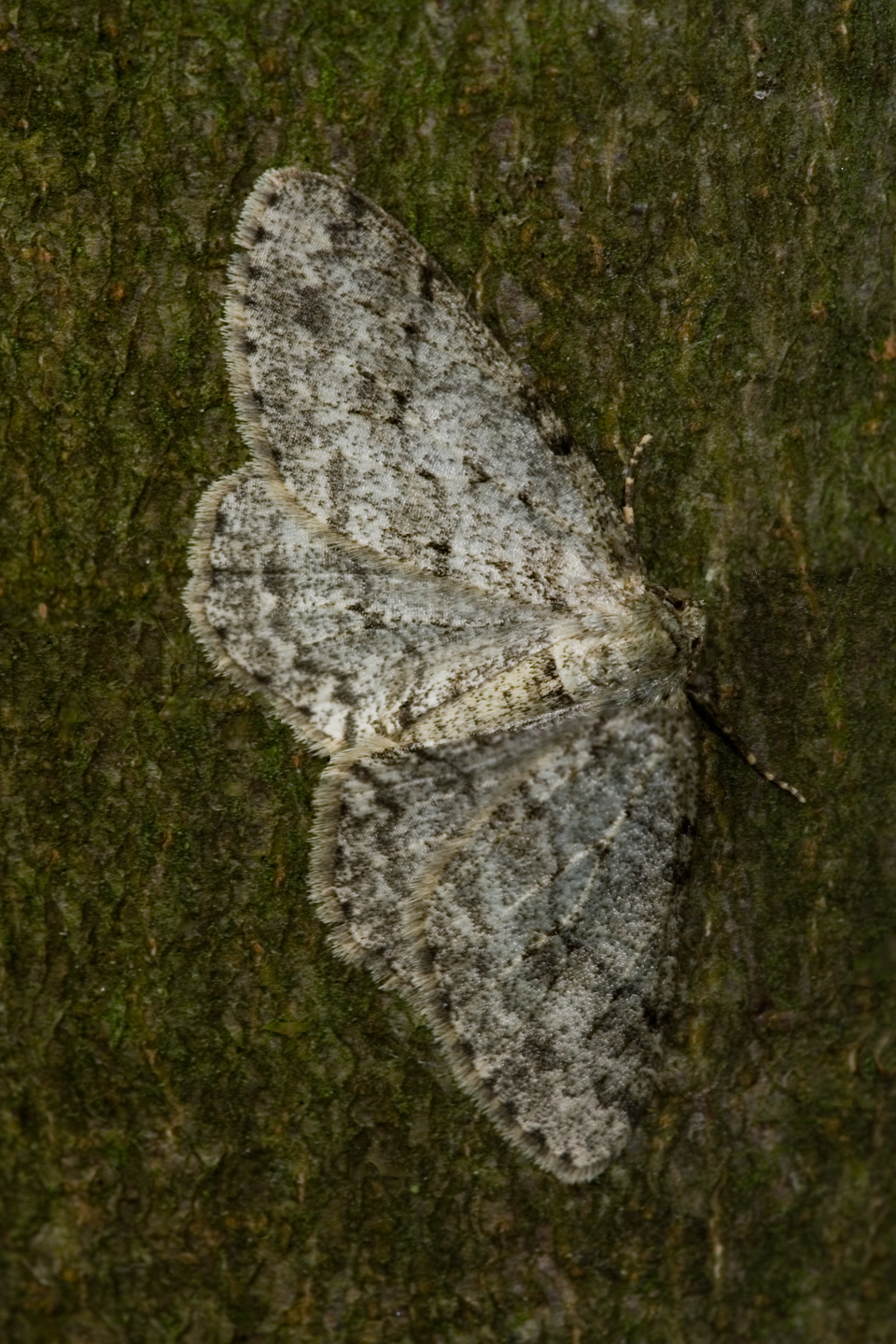
Ectropis crepuscularia, l'une des centaines espèces dont la chenille peut s'alimenter sur l'épicéa (qui n'est cependant pas sa seule plante-hôte)

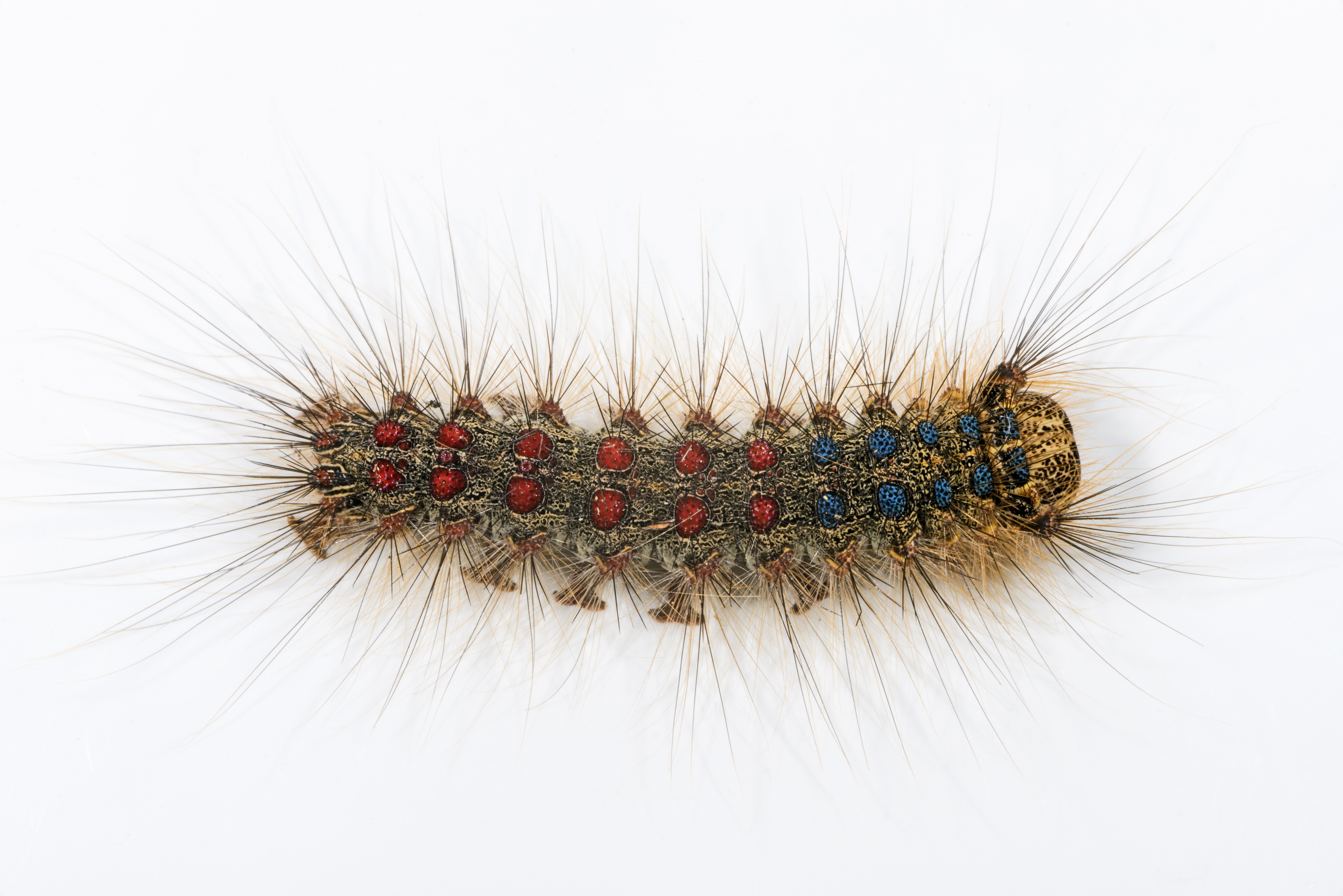
Chenille de Lymantria dispar

## Exemples
La base de données sur les plantes hôtes de lépidoptères du monde répertorie près de 1000 dont voici quelques exemples :
- Batrachedridae
  - Batrachedra pinicolella
- Gelechiidae
  - Chionodes spp.:
    - C. continuella trouvé sur P. glauca
    - C. electella
- Erebidae
  - Lymantria dispar (Gypsy Moth pour les anglophones). Seules les chenilles âgées consomment l'épicéa
- Geometridae
  - Bupalus piniaria (Bordered White pour les anglophones)
  - Ectropis crepuscularia (The Engrailed pour les anglophones)
  - Epirrita autumnata (Autumnal Moth pour les anglophones)
  - Eupithecia subfuscata (Grey Pug pour les anglophones) trouvé sur P. mariana
  - Odontopera bidentata (Scalloped Hazel pour les anglophones) trouvé sur P. abies)
  - Operophtera brumata (Winter Moth pour les anglophones) trouvé surP. abies
- Hepialidae
  - Gazoryctra wielgusi
  - Korscheltellus gracilis (Conifer Swift pour les anglophones), qui préfère P. rubens mais aussi trouvée sur P. glauca
- Noctuidae
  - Agrotis segetum (Turnip Moth pour les anglophones) trouvé sur  P. sitchensis
  - Panolis flammea (Pine Beauty pour les anglophones)
- Tortricidae
  - Cydia duplicana – trouvé sur P. abies
  - Cydia illutana – trouvé sur les écailles de cônes de P. abies et de P. (a.) obovata
  - Syndemis musculana